# 일본국유철도 C62형 증기 기관차
일본국유철도 C62형 증기 기관차(일본어: 国鉄C62形蒸気機関車)는 일본국유철도의 텐더식 증기 기관차이다. 1948년부터 2년간 일본국유철도 D52형 증기 기관차를 개조하는 형태로 총 49량이 만들어졌다.

## 주요 제원
- 전장 21,475mm
- 전고 3,980mm
- 궤간 1,067mm
- 축배치 허드슨형(2C2)
- 보일러 압력 16.0kg/cm²
- 보일러 물 용량 9.87m³
- 중량(운전정비상태) 88.83t
- 최대축중 16.08t
- 탄수차중량(운전정비상태) 56.34t

## 보존
보존된 차량들은 다음과 같다. 15호기는 차륜과 차량 번호판만 보존된다.
- C62 1, C62 2: 우메코지 증기 기관차관(서일본 여객철도)
  - C62 2호기는 동태 보존되나 구내 운전만 가능한 상태이다.
- C62 3: 나에보 공장(홋카이도 여객철도)
  - 1988년부터 1995년까지는 C62 니세코 호로 운행되었다.
- C62 15: 도쿄역 동륜 광장(일본어: 動輪の広場)
- C62 17: 히가시야마 공원 → 리니어·철도관
- C62 26: 교통과학박물관(오사카)

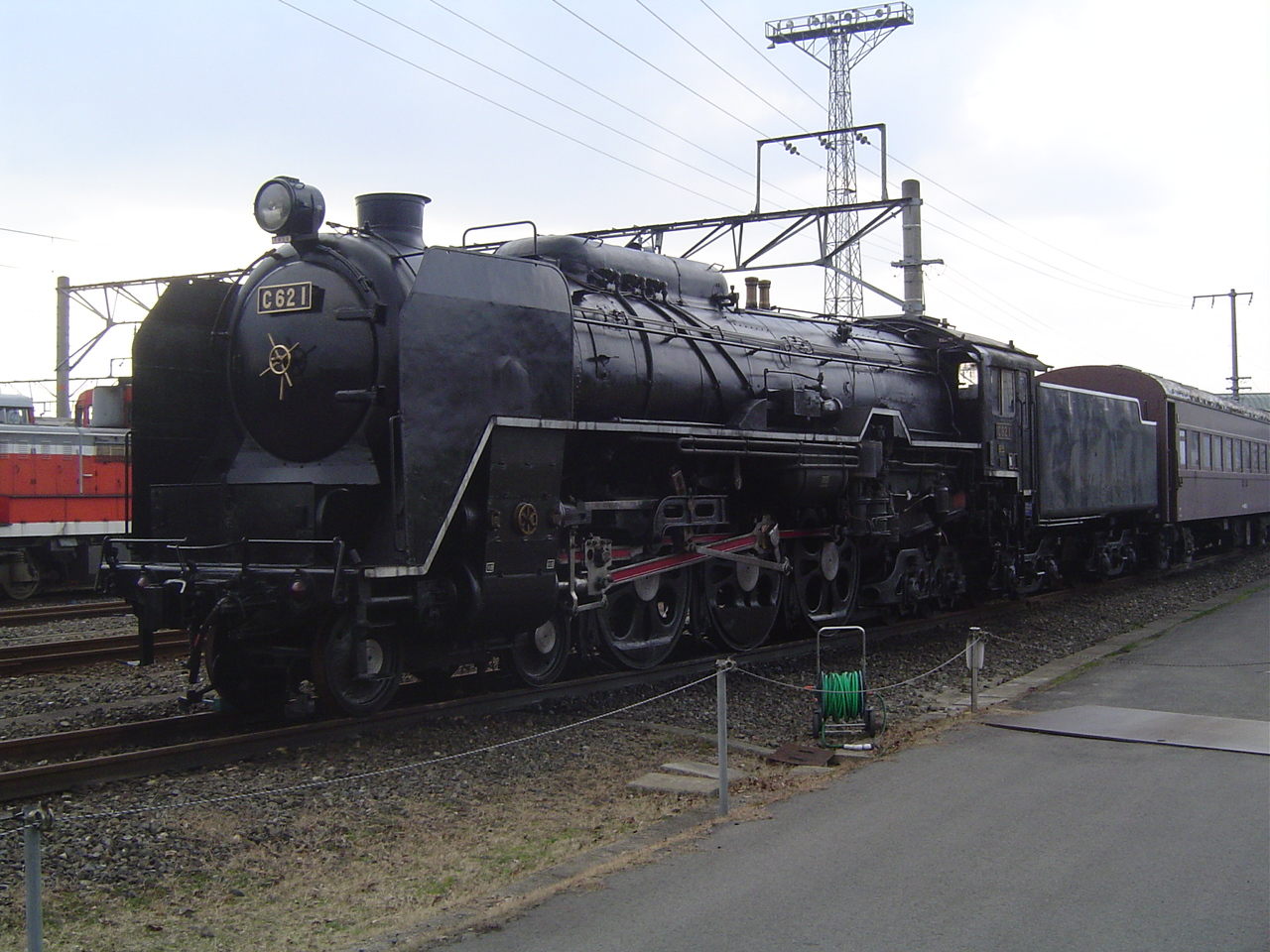
C62 1 모습(2007년 1월 27일)
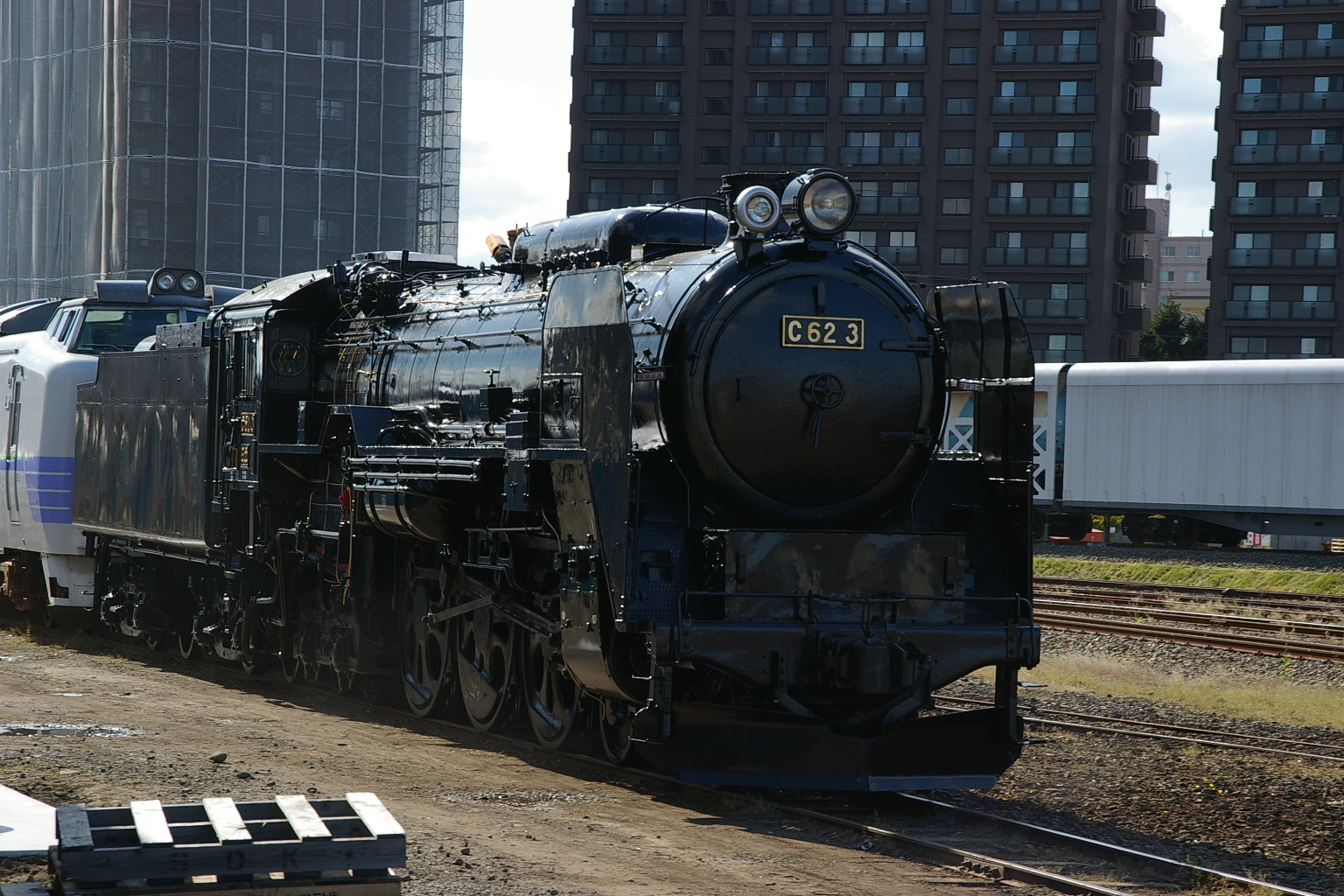
C62 3 모습(2007년 10월 13일)
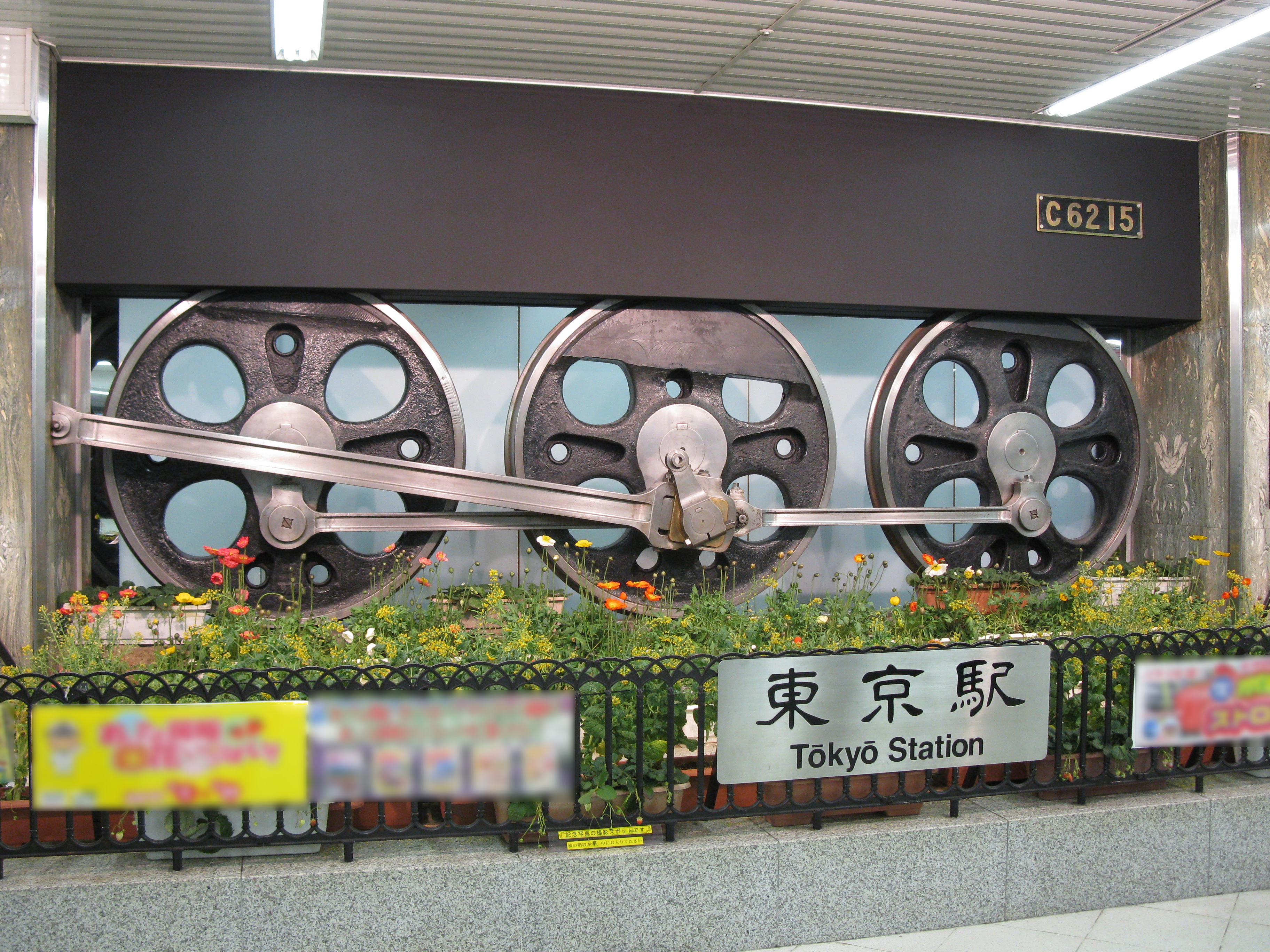
C62 15 동륜(2011년 3월 8일)
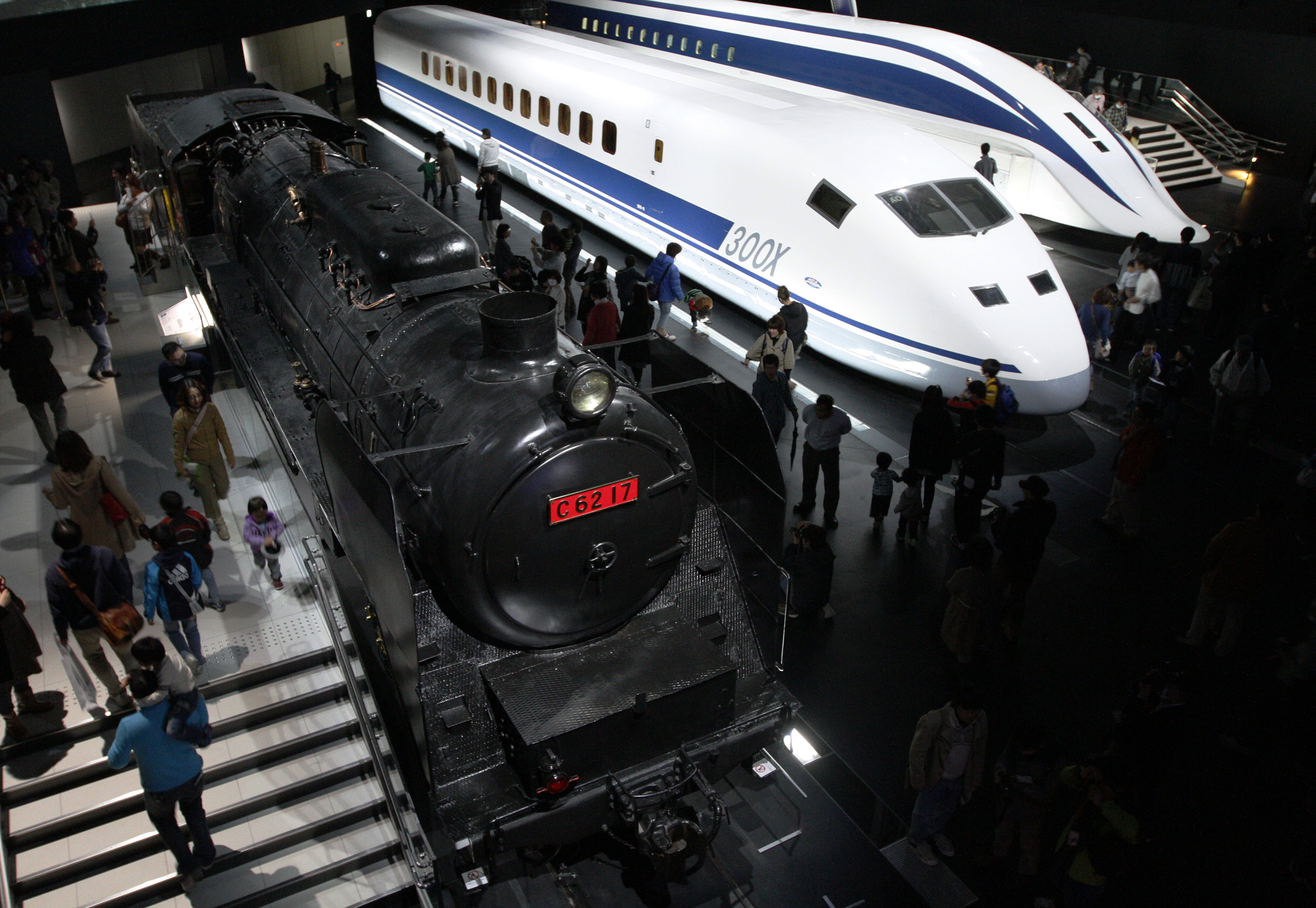
C62 17 모습(왼쪽, 2011년 3월 20일)

## 기타
이 C62는 만화 은하철도999에서 999호의 견인기로써 등장했다.
일본의 여객용 증기 기관차들 중에서 가장 크다.

## 같이 보기
- 일본국유철도 C60형 증기 기관차
- 일본국유철도 C61형 증기 기관차